# Dumanjug
Dumanjug est une municipalité de la province de Cebu, au centre-ouest de l'île de Cebu, aux Philippines.

## Généralités
Elle est entourée des municipalités de Ronda au sud, Barili au nord, Sibonga à l'est, et du Détroit de Tañon à l'ouest.
Elle est administrativement constituée de 37 barangays (quartiers/districts/villages) :
- Balaygtiki
- Bitoon
- Bulak
- Bullogan
- Doldol
- Kabalaasnan
- Kabatbatan
- Calaboon
- Kambanog
- Camboang
- Candabong
- Kang-actol
- Kanghalo
- Kanghumaod
- Kanguha
- Kantangkas
- Kanyuko
- Cogon
- Kolabtingon
- Cotcoton
- Lamak
- Lawaan
- Liong
- Manlapay
- Masa
- Matalao
- Paculob
- Panlaan
- Pawa
- Ilaya (Pob.)
- Poblacion Looc
- Poblacion Sima
- Tangil
- Tapon
- Tubod-Bitoon
- Tubod-Dugoan
- Poblacion Central

Sa population en 2019 est d'environ 55 000 habitants.